# Steven Moffat
Steven Moffat (Paisley, 18 novembre 1961) è uno sceneggiatore e produttore televisivo britannico.
È noto soprattutto per aver ideato (o coideato) e sceneggiato le serie televisive Press Gang, Joking Apart, Chalk, Coupling e Sherlock. Moffat è stato inoltre sceneggiatore della miniserie Jekyll e di diversi episodi della nuova serie di Doctor Who, di cui è diventato showrunner e produttore a partire dalla quinta stagione.
Tra i tanti premi conquistati in carriera, spicca il premio Emmy vinto nel 2014 per la migliore sceneggiatura in una miniserie o film TV, per Sherlock: His Last Vow.

## Biografia
Nasce a Paisley, in Scozia, dove studia prima alla Camphill High School e successivamente alla University of Glasgow, dove partecipa alla stazione televisiva studentesca, la GUST (Glasgow University Student Television). Dopo la laurea in lettere, inizia ad insegnare alla Cowdenknowes High School di Greenock.
Nel 1980 scrive uno spettacolo intitolato War Zones e un musical dal titolo Knifer.
Esordisce nel mondo della televisione con Press Gang, serie che è stata trasmessa per cinque anni dal 1989 fino al 1993, per un totale di 43 episodi da lui sceneggiati. Un successo testimoniato anche dalla vittoria di un Bafta.
Il progetto successivo sarà Joking Apart, una sitcom su una coppia, dalla nascita dell'amore fino al divorzio, storia autobiografica, considerando che da poco Steven si era separato dalla prima moglie. Joking Apart ha un successo moderato, ma nonostante tutto riesce a formare una cerchia di fan solida. Un fan in particolare, acquisterà i diritti dalla BBC e ne venderà i DVD sul proprio canale.
In seguito scrive una nuova sitcom, Chalk, ideata circa dieci anni prima, che ha visto la luce nel 1997, per un totale di 12 episodi. Basata sull'esperienza di insegnante, la serie racconta la vita professionale degli insegnanti di una scuola media immaginaria. Chalk non fu bene accolta dalla critica, in particolare dagli insegnanti, descritti nella serie in modo non troppo lusinghiero.
Al termine della produzione, Steven annuncia la relazione con Sue Vertue, che continua tuttora. Insieme a lei fonda una casa di produzione, gestita dalla madre di lei, una produttrice di grande fama. La storia d'amore tra i due è raccontata nella sitcom Coupling. Con una struttura simile a Friends e ad altre serie di quegli anni, racconta le vite di sei amici, tre uomini e tre donne. I protagonisti non a caso hanno proprio i nomi di Steve e Susan, e molti degli avvenimenti hanno carattere autobiografico. La sitcom avrà un grande successo, dovuto soprattutto a dialoghi divertenti e brillanti, e alla creatività e all'originalità del modo di raccontare gli episodi. Coupling è stato candidato nel Best tv Comedy del 2003. Al suo termine, la serie generò un corrispettivo americano, mandato in onda dalla NBC, nella speranza di sostituire Friends. Tuttavia fu cancellato al quarto episodio, secondo Moffat la colpa sarebbe da imputare al canale che modificò troppo il copione, e probabilmente anche alla durata inferiore rispetto agli episodi originali.
Nel 2005, lo sceneggiatore Russell T. Davies, riesce ad avverare il suo sogno. Insieme alla BBC Wales, riporta in onda la serie cult Doctor Who. Fin dalla prima stagione, Steven Moffat, fan della serie da praticamente tutta la sua vita, è chiamato da Davies a contribuire con delle sceneggiature. Sarà l'unico sceneggiatore, insieme ovviamente a Davies, showrunner della serie, a essere presente con almeno uno script in ognuna delle prime quattro stagioni del nuovo Doctor Who. Di lui Russel T. Davies ha dichiarato: "Spesso mi capita di modificare le sceneggiature degli scrittori di Doctor Who, ma non ho mai dovuto cambiare una singola parola in quelle scritte da Steven Moffat". Nel 2009 Steven subentra proprio a Russell T. Davies, come showrunner dello show, ruolo che mantiene fino al 2017 quando passa il timone a Chris Chibnall in concomitanza con l'uscita di Peter Capaldi.
Parallelamente, insieme allo scrittore e attore Mark Gatiss, Moffat si dedica alla scrittura di un altro progetto di grande successo: Sherlock, serie televisiva che attualizza la figura del personaggio ideato da Sir Arthur Conan Doyle. Impersonato dall'attore di successo Benedict Cumberbatch, e da Martin Freeman nei panni del fedele John Watson, la serie genera un'incredibile fandom, e apprezzato tanto dal pubblico quanto dalla critica, nella sua terza stagione, fa incetta di premi ai Premi Emmy del 2014. Steven Moffat vince l'Emmy per la miglior sceneggiatura in una miniserie o film tv, così come Cumberbatch (miglior attore protagonista) e Freeman (miglior attore non protagonista).
Nell'Ottobre 2015 ha partecipato al Lucca Comics and Games presentando la prima messa in onda in italiano del primo episodio della nona stagione di Doctor Who.

## Vita privata
È sposato, in seconde nozze, con la produttrice Sue Vertue, e ha due figli, Joshua e Louis.

## Filmografia

### Sceneggiatore
- Press Gang - serie TV, 43 episodi (1989-1993)
- Stay Lucky - serie TV, 1 episodio (1990)
- Joking Apart - serie TV, 13 episodi (1991-1995)
- Murder Most Horrid - serie TV, 3 episodi (1994-1999)
- Chalk - serie TV, 12 episodi (1997)
- Coupling - serie TV, 28 episodi (2000-2004)
- Doctor Who - serie TV, 33 episodi (2005-2017)
- Jekyll - miniserie TV (2007)
- Sherlock - serie TV, 8 episodi (2010-2017)
- Le avventure di Tintin - Il segreto dell'Unicorno, regia di Steven Spielberg (2011)
- Dracula – miniserie TV (2020)
- Un amore senza tempo - The Time Traveler's Wife – serie TV, 6 episodi (2022)
- Inside Man – serie TV, 4 episodi (2022)

### Produttore
- Chalk - serie TV, 12 episodi (1997) - produttore associato
- Coupling - serie TV, 1 episodio (2003) - produttore esecutivo
- Jekyll - miniserie TV (2007) - produttore esecutivo
- Sherlock - serie TV, 13 episodi (2010-2017) - produttore esecutivo
- Doctor Who - serie TV, 56 episodi (2010-2015) - produttore esecutivo
- Dracula – miniserie TV (2020)